# Mi-Ke
Mi-Ke est un groupe féminin de J-pop, actif de 1990 à 1993, composé de Keiko Utoku (宇徳敬子, Utoku Keiko, née le 7 avril 1967), Haruka Murakami (村上遙, Murakami Haruka, née le 3 décembre 1969), et Mami Watanabe (渡辺真美, Watanabe Mami, née le 22 septembre 1969). Le trio Mi-Ke débute en 1990 comme choristes du groupe pop B.B. Queens (B.B.クイーンズ), auteur du tube Odoro Pompokorin, thème de la série anime Chibi Maruko-chan. B.B. Queens se sépare en 1991 après trois albums, mais Mi-Ke continue sa propre carrière indépendamment, dans le genre idol pop, jusqu'en 1993, avec sept albums à son actif. Keiko Utoku, la chanteuse principale,  continue ensuite sa carrière de chanteuse en solo, dans un registre plus mûr.

## Discographie

### Singles
- 1991.02.14 : Omoi de no Kujukyu Hama
- 1991.06.13 : Blue Light Yokosuka
- 1991.07.11 : Mu~na Kimochi wa Osenchi
- 1991.12.04 : Shiroi Shiroi Sangosho
- 1992.04.08 : Kanashiki Teddy Boy
- 1992.06.10 : Surfin' Japan
- 1992.07.22 : Asa made Odorou
- 1992.11.06 : Pink Christmas
- 1992.12.31 : Namida no Vacation
- 1993.05.12 : Please Please Me, Love

### Albums
- 1991.04.21 : Omoide no G.S. Kujuukuri-hama
- 1991.12.16 : Natsukashii no Bluelight Yokohama Yokosuka
- 1992.04.08 : Wasureji no Folk - Shiroi Shiroi Sangoshou
- 1992.07.22 : Taiyo no Shita no Surfin' Japan
- 1992.10.14 : Asamade Odorou Kanashiki Teddy Boy
- 1993.05.12 : Yomigaeru 60's Namida No Vacation
- 1993.12.08 : Eien no Liverpool Sound ~  Please Please Me, Love

### Compilations
- 2002.12.20 : Complete of Mi-Ke at the BEING studio
- 2007.12.12 : BEST OF BEST 1000 Mi-Ke

## Liens
- (en) Fiche sur idollica